# Metopius bicarinatus
Metopius bicarinatus är en stekelart som beskrevs av Morley 1912. Metopius bicarinatus ingår i släktet Metopius och familjen brokparasitsteklar. Inga underarter finns listade i Catalogue of Life.